# Sugata Mitra
Sugata Mitra, né le 12 février 1952, est un enseignant en technologie éducative à l'école d'éducation, communication et technologie à l'université de Newcastle upon Tyne, en Angleterre. Il est célèbre pour son expérience du « Trou dans le mur » largement cité dans les articles scientifiques sur la pédagogie. Il fut chef scientifique au NIIT (en) en Inde. Il est également le récipiendaire du prix TED en 2013.

## Biographie et travaux
Mitra est né le 12 février 1952 dans une famille bengali à Calcutta, en Inde.

### Premiers travaux scientifiques
Travaillant sur la chimie organique dans les années 1970, Mitra découvre que la structure d'une molécule organique détermine sa fonction plus que les atomes qui la constituent. Après l'obtention de son Ph.D. en physique des solides  de l'Institut indien de technologie de Delhi, il orienta par la suite ses recherches sur les systèmes de stockage d'énergie à l'université technique de Vienne. Ces recherches aboutirent à la mise au point de nouvelle batterie zinc-chlorine.

### Sciences cognitives et pédagogiques
Mitra est le promoteur du concept de l'apprentissage sans influence (Minimally Invasive Education (MIE)). Il est crédité avec plus de 25 inventions dans le secteur des sciences cognitives et technologie éducative. Il eut l'idée, annoncée sur TED en 2013, de la School in the Clouds.

## Expérience«Trou dans le mur»
L'expérience « Trou dans le mur » est une expérience menée en 1999 portant sur le processus de l'apprentissage chez les enfants. La première expérience consistait à placer un ordinateur dans un kiosque situé dans un mur dans un bidonville au Kalkaji de la ville de Delhi. Cet ordinateur était à tout moment accessible aux enfants du bidonville. L'expérience avait pour but de démontrer que les enfants pouvaient apprendre à l'aide d'un ordinateur très facilement sans formation formelle. Sugata désigne ce processus comme apprentissage avec un minimum d'intervention extérieure (Minimally Invasive Education (MIE)). L'expérience a été reproduite de nombreuses fois à plusieurs endroits. Le projet HIW a plus de 23 kiosques dans les campagnes en Inde. En 2004, l'expérience fut conduite au Cambodge. 
Cette expérience démontre qu'un groupe d'enfants, peu importe leur profil ou leur origine sociale, peut apprendre à utiliser les ordinateurs et internet de manière autonome avec des ordinateurs publics situés dans des espaces ouverts comme sur une route ou un terrain de jeu, sans même savoir l'anglais. Pour cette expérience, Sugata Mitra reçut la récompense Dewang Mehta Award décernée pour la meilleure innovation IT de l'année 1999. Cette expérience dit du trou dans le mur a beaucoup influencé la culture populaire. L'écrivain indien Vikas Swarup s'inspira de cette expérience pour rédiger son roman Q & A, qui devint plus tard le film Slumdog Millionaire du réalisateur Danny Boyle.